# 秦旭章
秦旭章（英語：WiFi），為音樂人、製作人、編曲家，現擔任放飛音樂 WiFi Music負責人、Night Keepers 守夜人團長，身兼作家安眠巫師Sleepy WiFi，他擅長用音樂與文字撐住那些日常突如其來的失落與邊緣感，其作品之範圍涵蓋人工智慧、電玩、影視劇、插畫等各類媒材，致力於音樂領域的跨界開發及發展。
他亦曾入圍第53屆金鐘獎、第31屆及第32屆金曲獎「最佳演唱組合」、第9屆金音創作獎「最佳民謠單曲」、新加坡亞洲電視大賞，並獲得第24屆台北電影獎最佳配樂，還以詞曲作者身份獲中華音樂人交流協會「2020年度十大單曲」 （〈拋〉）。

## 生平
秦旭章自幼在上海、香港、台灣、美國不同城市往返居住。小時候最喜歡的動畫是宮崎駿的《龍貓》和《天空之城》，也讓學習鋼琴的他，嘗試用改編的方式自彈宮崎駿的系列動畫主題曲給自己聽，成為了他未來走上音樂之路的開端。大學時期在全校性音樂歌唱比賽「華韻獎」與張懸相識。2010 年，加入張懸＆Algae 樂團參與編曲及巡迴演出，並於 2012 年參與完成《神的遊戲》專輯。
2013 年成立冰鳥工作室，他開始將音樂與最愛的電玩做結合，跨界參與電玩遊戲、電影配樂，擔任專輯製作人等各式音樂製作。曾與雷亞遊戲合作 Cytus、Deemo、Mandora 等手遊，創作多首主題曲。
2015年，成立自己的樂團Night Keepers 守夜人，並在2016年發行首張樂團創作專輯《永夜島》專輯；於 2017 年發行結合音樂、詩文創作與插畫的《晚安使用手冊》，其中歌曲〈倒數開始〉入圍 2018 年金音創作獎最佳民謠單曲獎。。2019年發行《團體枕聊概念EP》；同年同步啟動「團體枕聊計畫」，舉辦LIVE巡迴演出與線上枕聊直播，得到熱烈迴響。
除了音樂創作外，他也積極投入演講以及評審之工作，曾擔任 2016 年第27屆金曲獎初、複審評審委員，並於2017年擔任政大金旋獎以及淡江金韶獎評審等。

## 音樂製作

### 電影配樂
| 年分 | 片名             | 備註                                                 |
| ---- | ---------------- | ---------------------------------------------------- |
| 2025 | 夏日最後的祕密   | 電影主題曲〈夏日最後的祕密〉、電影插曲〈行星的距離〉 |
| 2023 | 我的天堂城市     | 電影主題曲〈Paradise〉                               |
| 2023 | 全個世界都有電話 | 電影主題曲，攜手川流                                 |
| 2021 | 該死的阿修羅     | 電影主題曲、配樂製作人，攜手許家維、蔡佳穎、川流     |
| 2020 | 女鬼橋           | 電影主題曲                                           |
| 2018 | 再會！方舟       | 電影主題曲                                           |
| 2018 | 粽邪             | 配樂製作人                                           |
| 2015 | 五星級魚干女     | 配樂製作人                                           |
| 2015 | 黑白             | 配樂製作人                                           |
| 2015 | 沙西米           | 配樂製作人                                           |
| 2014 | 寵優             | 配樂製作人                                           |
| 2013 | 回到愛開始的地方 | 配樂 with 黃建為                                     |

### 詞曲創作
| 年分 | 演唱者/曲名                            | 備註                                                                             |
| ---- | -------------------------------------- | -------------------------------------------------------------------------------- |
| 2025 | 守夜人《行星的距離》                   | 作詞withJOYCE 就以斯、作曲。電影《夏日最後的祕密》插曲                           |
| 2025 | 守夜人《夏日最後的祕密》               | 作詞with陳如山、作曲。電影《夏日最後的祕密》同名主題曲                           |
| 2024 | 守夜人《宇宙跟我說好了》               | 作詞、作曲                                                                       |
| 2024 | 守夜人《覺得自己多餘的時候》           | 作詞、作曲with林稚翎、楊其偉、蔡佳穎                                             |
| 2024 | 守夜人《讓我難過的是快樂》             | 作詞/作曲with顏鵬軒                                                              |
| 2024 | 守夜人《言靈》                         | 作詞、作曲                                                                       |
| 2024 | 守夜人《需要被需要》                   | 作詞、作曲                                                                       |
| 2024 | 守夜人《漂浮到》                       | 作詞、作曲                                                                       |
| 2024 | 守夜人《我以為宇宙跟我說好了》         | 作詞、作曲                                                                       |
| 2024 | 守夜人《潛意識亂流》                   | 作詞、作曲                                                                       |
| 2024 | 展榮展瑞 feat.China Dolls X《好熱》》  | 作詞/作曲with許展榮、章湘柏、許展瑞。旅遊實境秀《這群人在旅行-泰國特別篇》主題曲 |
| 2024 | 鄒序 feat.守夜人《你的計畫裡沒有我》   | 作詞/作曲with鄒序                                                                |
| 2023 | 守夜人《Retune》                       | 作詞、作曲                                                                       |
| 2023 | 守夜人《休眠》                         | 作詞、作曲                                                                       |
| 2023 | 守夜人《捨不得睡》                     | 作詞、作曲                                                                       |
| 2023 | 守夜人《鄉愿草原》                     | 作詞、作曲                                                                       |
| 2023 | 守夜人《無精打采 》                    | 作詞、作曲                                                                       |
| 2023 | 守夜人《陰影面積》                     | 作詞、作曲                                                                       |
| 2023 | 陳昊森《貼》                           | 作詞、作曲                                                                       |
| 2023 | 白安《這裡什麼都沒有》                 | 作詞、作曲                                                                       |
| 2023 | 黃偉晉《伴》                           | 作詞with黃偉晉、作曲                                                             |
| 2023 | 胖球《帶你》                           | 作詞、作曲                                                                       |
| 2023 | 守夜人《Paradise》                     | 作曲                                                                             |
| 2023 | 歐陽娜娜《Lilith》                     | 作詞                                                                             |
| 2023 | 周國賢《25》                           | 作曲                                                                             |
| 2022 | 陳如山、荷爾蒙少年《靈感》             | 作詞                                                                             |
| 2022 | 陳如山《智齒》                         | 作曲                                                                             |
| 2022 | 黃玠瑋《我連快樂都不敢了》             | 作曲                                                                             |
| 2022 | 守夜人《狗一般純潔的眼》               | 作詞、作曲                                                                       |
| 2021 | 黃偉晉《房間裡的雲》                   | 作詞、作曲                                                                       |
| 2021 | 守夜人《戴面具的人》                   | 作曲                                                                             |
| 2021 | 許光漢《Soufflé》                      | 作曲                                                                             |
| 2021 | 守夜人《#還是睡不著》                  | 作曲                                                                             |
| 2021 | 守夜人《Remember》                     | 作曲                                                                             |
| 2020 | 田馥甄《田》                           | 作詞with許展瑞、作曲                                                             |
| 2020 | 田馥甄《底里歇斯》                     | 作曲with川流                                                                     |
| 2020 | 劉以豪《走吧走吧》                     | 作詞with許展瑞、作曲with許展瑞                                                   |
| 2020 | 這群人《做到死》                       | 作曲with湘柏章                                                                   |
| 2020 | 守夜人《空》                           | 作詞、作曲                                                                       |
| 2019 | 守夜人《無效分享》                     | 作詞、作曲with楊其偉 、林稚翎                                                    |
| 2019 | 守夜人《活在自己的世界》               | 作詞、作曲                                                                       |
| 2019 | 守夜人《我睡不著》                     | 作曲、作詞 (與失眠網友供同創作)                                                  |
| 2019 | 小馬《與我同行》                       | 作曲                                                                             |
| 2019 | 張若凡《幻覺》                         | 作曲                                                                             |
| 2019 | 張若凡《誰也得不到》                   | 作詞、作曲                                                                       |
| 2019 | 丁噹《有什麼不敢面對》                 | 作詞                                                                             |
| 2018 | 守夜人《往沒發現的訊息前進》           | 作詞、作曲with守夜人                                                             |
| 2018 | 守夜人《倒數開始》                     | 作詞、作曲                                                                       |
| 2018 | 守夜人《給畏光的人》                   | 作詞、作曲with守夜人                                                             |
| 2018 | 守夜人《小事》                         | 作詞、作曲                                                                       |
| 2018 | 守夜人《擁抱物件》                     | 作詞、作曲with守夜人                                                             |
| 2018 | 守夜人《傷心的人睡不好》               | 作詞、作曲with楊其偉                                                             |
| 2018 | 鹿比 ∞ 吠陀《蒼白》                    | 作詞with Swivel                                                                  |
| 2018 | 鹿比 ∞ 吠陀《漂流物》                  | 作詞                                                                             |
| 2018 | 小球莊鵑瑛《替》                       | 作詞、作曲。電影《粽邪》片尾曲                                                   |
| 2018 | 這群人展榮展瑞《閃退》                 | 作詞                                                                             |
| 2018 | 守夜人《時光旅程》                     | 作詞、作曲。ELLE for Louis Vuitton 廣告主題曲                                    |
| 2017 | 陳芳語《摘一顆星星》                   | 作詞                                                                             |
| 2016 | 陳如山《黑白》                         | 作曲                                                                             |
| 2016 | 柯佳嬿 廖語晴《Hello Happy Days》      | 作曲。電影《五星級魚干女》電影主題曲/插曲                                        |
| 2016 | 守夜人《永夜的秘密》                   | 作詞、作曲with守夜人                                                             |
| 2016 | 守夜人《間諜的名字》                   | 作詞                                                                             |
| 2016 | 守夜人《守夜慶典》                     | 作詞、作曲                                                                       |
| 2016 | 守夜人《歸屬感》                       | 作詞、作曲                                                                       |
| 2016 | 守夜人《偷走時間的史蒂芬》             | 作詞、作曲                                                                       |
| 2016 | 守夜人《Undo》                         | 作詞、作曲                                                                       |
| 2016 | 守夜人《愛麗絲晚安》                   | 作曲                                                                             |
| 2016 | 周興哲《明明》                         | 作詞                                                                             |
| 2015 | 柯智棠《找到我》                       | 作曲、作詞with 柯智棠                                                            |
| 2015 | 黃妃《唱呼爽》                         | 作曲                                                                             |
| 2015 | Voez遊戲音樂主題曲《Colorful voice》   | 作曲、作詞                                                                       |
| 2015 | Deemo遊戲音樂片尾曲《Alice Goodnight》 | 作曲、作詞                                                                       |
| 2015 | 鄧子霆《保持曖昧》                     | 作曲、作詞with 饒彗冰                                                            |
| 2015 | 潘裕文《親密》                         | 作曲                                                                             |
| 2015 | 潘裕文《成為》                         | 作曲、作詞with 柯泯薰、潘裕文                                                    |
| 2015 | 陳盛宇《溫柔的鼓勵》                   | 作曲。台視《艋舺的女人》片尾曲                                                   |
| 2015 | 曾靜玟《女王的條件》                   | 作曲                                                                             |
| 2015 | 秀蘭瑪雅《有情歌》                     | 作曲。電影《沙西米》片尾曲                                                       |
| 2013 | 孟楠、毅光年                           | 作曲。搜狐網路劇《錢多多煉愛記》片頭曲                                           |
| 2014 | 柯泯薰《最喜歡的你》                   | 作曲                                                                             |
| 2014 | 鄧子霆《保持曖昧》                     | 作曲、作詞                                                                       |
| 2012 | Mandora曼陀羅app遊戲音樂主題曲         | 作曲、作詞                                                                       |

### 遊戲配樂
| 年分 | 歌曲資訊                               | 擔任       |
| ---- | -------------------------------------- | ---------- |
| 2019 | Cytus II 遊戲音樂製作                  | 作詞、作曲 |
| 2016 | Cytus Chapter N                        | 作詞、作曲 |
| 2015 | Voez遊戲音樂主題曲《Colorful voice》   | 作曲、作詞 |
| 2015 | Deemo遊戲音樂片尾曲《Alice Goodnight》 | 作曲、作詞 |
| 2014 | 勾玉忍者app遊戲音樂音效創作            | 製作人     |
| 2013 | 遊戲Deemo歌曲                          | 作詞、作曲 |
| 2013 | Jumping Star遊戲Deemo歌曲              | 作詞、作曲 |
| 2013 | light pollution遊戲Deemo歌曲           | 作詞、作曲 |
| 2013 | Electron遊戲Deemo歌曲                  | 作詞、作曲 |
| 2012 | Mandora曼陀羅app遊戲音樂與主題曲創作   | 作詞、作曲 |

### 編曲
| 年分 | 演唱者/曲名                | 備註                       |
| ---- | -------------------------- | -------------------------- |
| 2025 | 曾沛慈《最後一次哭》       | 編曲、製作                 |
| 2023 | 周國賢《25》               | 編曲、製作                 |
| 2020 | 守夜人《空》               | 製作、鋼琴                 |
| 2019 | 守夜人《無效分享》         | 編曲、製作                 |
| 2019 | 守夜人《活在自己的世界》   | 編曲、製作                 |
| 2019 | 守夜人《我睡不著》         | 編曲、製作                 |
| 2018 | 四分衛《眨眼一瞬間》       | 編曲                       |
| 2018 | 小球莊鵑瑛《替》           | 編曲、製作                 |
| 2017 | 守夜人《晚安使用手冊》     | 編曲、製作                 |
| 2017 | 林宥嘉《船》               | 製作、編曲 with 陳君豪     |
| 2016 | 守夜人《永夜島》           | 全專輯編曲                 |
| 2015 | 柯智棠《你不真的想流浪》   | 專輯編曲                   |
| 2015 | 廖文強《美麗的故事》       | 《喜劇人生》歌曲           |
| 2014 | 艾怡良《我不知道愛是什麼》 | 《第16個夏天》插曲         |
| 2013 | 楊乃文《可惜愛》           | 《回到愛開始的地方》主題曲 |
| 2012 | 張懸《神的遊戲》           | 專輯編曲                   |

### 其他
| 年分       | 製作資訊                                                         |
| ---------- | ---------------------------------------------------------------- |
| 2019       | 流氓阿德《溫一壺青春下酒》、《給五十歲的自己備忘錄》歌曲製作人。 |
| 2015       | 黃妃《唱呼爽》歌曲配唱製作人                                     |
| 2015       | 依錚依靜《還會愛我嗎》單曲配唱製作人                             |
| 2014       | 可樂果廣告活動配樂製作                                           |
| 2013       | 依錚依靜《和我在一起》EP共同製作人                               |
| 2009～2014 | Hijack樂團配唱製作人                                             |

## 評審
| 年分 | 說明                         |
| ---- | ---------------------------- |
| 2017 | 政大金旋獎評審               |
| 2017 | 淡江金韶獎評審               |
| 2016 | 第27屆金曲獎初、複審評審委員 |

## 獎項紀錄
| 年份   | 頒獎典禮                  | 獎項                | 作品                  | 結果 |
| ------ | ------------------------- | ------------------- | --------------------- | ---- |
| 2018年 | 第9屆金音創作獎           | 最佳民謠單曲獎      | 倒數開始              | 提名 |
| 2018年 | 第十二屆myfone行動創作獎  | 最佳作詞人獎        | 無效分享              | 獲獎 |
| 2018年 | 第十二屆myfone行動創作獎  | 最佳原創歌曲獎 佳作 | 無效分享              | 獲獎 |
| 2017年 | 第53屆金鐘獎              | 最佳音效獎          | 《電影 五星級魚乾女》 | 提名 |
| 2017年 | 第22屆 新加坡亞洲電視大獎 | 最佳主題歌曲獎      | 《電影 五星級魚乾女》 | 提名 |
| 2017年 | 第10屆Freshmusic Awards   | 年度10大專輯        | 《守夜人 永夜島》     | 提名 |
| 2017年 | 第10屆Freshmusic Awards   | 最佳新團體          | 《守夜人 永夜島》     | 提名 |
| 2020年 | 第31屆金曲獎              | 最佳演唱組合獎      | 《團體枕聊》          | 提名 |
| 2021年 | 第32屆金曲獎              | 最佳演唱組合獎      | 《使者》              | 提名 |
| 2022年 | 第24屆台北電影獎          | 最佳配樂            | 《該死的阿修羅》      | 獲獎 |

## 外部連結
- Instagram
- Facebook
- Youtube （页面存档备份，存于）
- 秦旭章的新浪微博